# Crime et Châtiment (téléfilm, 1998)
Pour les articles homonymes, voir Crime et Châtiment.
Pour plus de détails, voir Fiche technique et Distribution.
Crime et Châtiment (Crime and Punishment) est un téléfilm américain co-produit avec le Royaume-Uni et la Hongrie réalisé par Joseph Sargent, d'après le livre du même nom de Fiodor Dostoïevski.

## Synopsis
Un homme est rongé par la culpabilité et par sa conscience d'avoir commis un assassinat.

## Fiche technique
- Titre original : Crime and Punishment
- Titre français : Crime et Châtiment
- Réalisation : Joseph Sargent
- Scénario : David Stevens, d'après de roman de Fiodor Dostoïevski
- Décors : László Rajk
- Costumes : Maria Hruby
- Directeur de la photographie : Elemér Ragalyi
- Musique : Stanislas Syrewicz
- Montage : Ian Farr
- Maquillage : Kati Tomola
- Effets spéciaux : Ferenc Ormos
- Casting : Jennifer Duffy, Lynn Kressel et Mari Mako
- Production : Howard Ellis et Joseph Sargent ; Robert Halmi Sr. (producteur exécutif)
- Sociétés de production : Hallmark Entertainment / NBC Studios
- Société de distribution : Trimark Pictures
- Pays d'origine : États-Unis, Hongrie, Royaume-Uni
- Langue originale : anglais
- Format : 1,33:1 - 4:3 - 35 mm - son stéréo
- Durée : 120 minutes (Diffusion télévisée) - 87 minutes (Sortie DVD)
- Dates de diffusion :

États-Unis : 11 octobre 1998 sur NBC
Hongrie : ?
Royaume-Uni : ?
France : ?
 Sauf indication contraire, les informations mentionnées dans cette section peuvent être confirmées par la base de données cinématographiques IMDb,  présente dans la section « Liens externes ».

## Distribution
- Patrick Dempsey : Rodya Raskolnikov
- Ben Kingsley : Porfiry
- Julie Delpy : Sonia Marmeladova
- Eddie Marsan : Dimitri
- Lili Horvát : Dounia
- Etela Pardo : Pulcheria
- Joszsef Gyabronka : Louzhin
- Richard Bremmer : Arkady
- Carole Nimmons : Marfa
- Penny Downie : Katerina
- Michael Mehlmann : Semyon
- Sara Toth : Polyenka
- Istvan Gass : Kolya
- Maria Charles : Alena
- Zoltan Gera : Praskovya
- Virag Szemerédy : Natasha
- Marcell Ivanyi : Zossimov
- Zoltan Barabas : Petrovich
- Geza Schramek : Nikolai

## DVD
- France : Le film a fait l'objet d'une sortie sur le support DVD.

- Crime et châtiment (Keep Case DVD-5) sorti le 17 novembre 2005 édité par DVDY Films et distribué par Aventi Distribution. Le format d'image est en 1.33:1 (plein écran 4:3). L'audio est en Français et Anglais 2.0 Dolby Digital avec sous-titres français. La durée du film est de 87 minutes alors que la jaquette annonce 99 minutes. En bonus la bande annonce du téléfilm. Il s'agit d'une édition Zone 2 Pal.